# Bahnhof Dimbokro
Der Bahnhof Dimbokro ist der Bahnhof der Stadt Dimbokro in der Elfenbeinküste. Der Bahnhof des Eisenbahnunternehmens Sitarail liegt an der internationalen Bahnlinie Abidjan-Ouagadougou, an der Abidjan-Niger-Bahn.

## Ausstattung und Verkehr
Im November 2017 hielten in Dimbokro dreimal wöchentlich (Dienstag, Donnerstag, Samstag) die Züge nach Ouagadougou, Burkina Faso, und dreimal wöchentlich (Mittwoch, Freitag, Sonntag) nach Abidjan. Die Abfahrten dienstags und mittwochs liefen als train special mit weniger Halten und die sonstigen Abfahrten als train express. Ein Fahrschein der 2. Klasse kostete 2017 nach Abidjan 7.000 Franc CFA, nach Ouagadougou 24.000 Franc CFA. Ein Ticket der 1. Wagenklasse von Dimbokro nach Ouagadougou hatte wie ein Ticket ab Treichville nach Ouagadougou den Preis von 35.000 Franc CFA. Der Bahnhof verfügt über ein modernes Empfangsgebäude mit einer Wartehalle mit Ticketschalter und Gepäckabfertigung und über drei Bahnsteiggleise bzw. vier Gleise insgesamt.